# Атопов, Владимир Иванович
Владимир Иванович Атопов (4 марта 1929, Сталинград — 6 декабря 2018) — Председатель Волгоградского горисполкома с 1974 по 1986 год, профессор Волгоградского государственного технического университета, почетный гражданин города-героя Волгограда, города Хиросимы (Япония), депутат Верховного Совета РСФСР трёх созывов: IX, X, XI (1975 — 1981).

## Биография и родители
Родился в семье Атопова Ивана Ивановича и Атоповой Е. Н. Во время Великой Отечественной войны вместе с матерью и младшим братом Борисом был эвакуирован на Урал. Позже к ним направили отца и семья соединилась в месте его работы — в Нижнем Тагиле на Уральском танковом заводе № 183.
В 1950 году с отличием окончил Сталинградский механический институт по специальности «Технология машиностроения» (механико-технологический факультет). Работал мастером на строительстве Волго-Донского канала, инженером-механиком на шагающих экскаваторах, прорабом глубинного водоотлива на строительстве шлюза № 1 в Красноармейском стройрайоне.
После завершения строительства канала был награждён орденом «Знак Почёта». Сменил сферу деятельности на преподавательскую — начал читать лекции на кафедре Сталинградского сельскохозяйственного института, занимал должности заведующего кафедрой, декана факультета, секретаря парткома института. В 1967 году защитил кандидатскую диссертацию на тему «Сравнительное исследование технологической жесткости токарных полуавтоматов».
С 1970 года ректор Волгоградского института инженеров городского хозяйства. В период работы ректором был награждён орденом Трудового Красного Знамени. С 1974 по 1986 год — председатель исполкома Волгоградского городского совета. С 1986 года — профессор Волгоградского государственного технического университета.

## Общественная деятельность
С 1970-х годов активно участвует в движении сторонников мира. Неоднократно избирался в руководящие органы Всемирной федерации породненных городов и советских организаций народной дипломатии. Выступал на международных конференциях по проблемам градостроительства и развития территорий с акцентом на повышение роли гражданского населения в решении перспективных задач социально и инфраструктурного развития городов на современном научно-техническом уровне.
За свою деятельность получил звание почетного гражданина городов Хиросима, Новый Орлеан, Нэшвилл 9 мая 1980 года.

## Семья
Жена — Татьяна Петровна Атопова (девичья фамилия — Суворина) родилась в Сталинграде 4 февраля 1932 года. Окончила физико-математический факультет Сталинградского педагогического института в 1954 году. В период Сталинградской битвы находилась в Сталинграде, затем эвакуировалась вместе с родителями в Нижний Тагил. После её окончания вместе с семьей возвратилась в Сталинград. По окончании института преподавала физику в школе № 48, а в последующие годы работала преподавателем на кафедре физики в сельскохозяйственном и затем в медицинском институте Волгограда. Активно участвовала в общественной жизни города, разделяя заботы и ответственность мужа за достойную судьбу своего города и практически участвуя в воспитании молодого поколения волгоградцев.
Сын — Атопов Виктор Владимирович (1953 — 2008).
Внучка — Наталия Викторовна (род. 1975).
Правнуки Егор Скуба (род. 2004) и Нонна Скуба (род. 2011)

## Награды
- Орден «Знак Почета»

- Орден Трудового Красного Знамени

- Медаль «За доблестный труд»

- Почетный знак высшей школы СССР «За отличные успехи в работе»

- Почетная грамота Президиума Верховного Совета РСФСР

- Звание «Заслуженный работник высшей школы Российской Федерации»